# Техас (округ, Міссурі)
Шаблон:StateAbbr_ 37°19′ пн. ш. 91°58′ зх. д. / 37.32° пн. ш. 91.96° зх. д.
Округ Техас (англ. Texas County) — округ (графство) у штаті Міссурі, США. Ідентифікатор округу 29215.

## Історія
Округ утворений 1845 року.

## Демографія
За даними перепису
2000 року
загальне населення округу становило 23003 осіб, зокрема міського населення було 155, а сільського — 22848.
Серед мешканців округу чоловіків було 11118, а жінок — 11885. В окрузі було 9378 домогосподарств, 6647 родин, які мешкали в 10764 будинках.
Середній розмір родини становив 2,89.
Віковий розподіл населення поданий у таблиці:
| Стать    | До 15 років | 15-21 | 22-29 | 30-39 | 40-49 | 50-65 | 65-85 | Понад 85 |
| -------- | ----------- | ----- | ----- | ----- | ----- | ----- | ----- | -------- |
| Чоловіки | 2341        | 1113  | 762   | 1390  | 1689  | 2059  | 1606  | 158      |
| Жінки    | 2255        | 1049  | 897   | 1532  | 1685  | 2125  | 1984  | 358      |

## Суміжні округи
- Пуласкі — північ
- Фелпс — північ
- Дент — північний схід
- Шеннон — схід
- Гавелл — південь
- Дуглас — південний захід
- Райт — захід
- Лаклід — північний захід